# Ornithocephalus micranthus
Ornithocephalus micranthus är en orkidéart som beskrevs av Rudolf Schlechter. Ornithocephalus micranthus ingår i släktet Ornithocephalus och familjen orkidéer.
Artens utbredningsområde är Colombia. Inga underarter finns listade i Catalogue of Life.